# Джулиано, Маурицио
Маурицио Джулиано (итал. Maurizio Giuliano; род. 1975) — итальянский путешественник, писатель и журналист. К 20 февраля 2004 года он, по данным Книги рекордов Гиннесса, стал самым молодым человеком, который посетил все суверенные 193 государства мира. На тот момент ему было 28 лет и 361 день.
Родился в семье юриста и домохозяйки, учился в школе в Милане и Манчестере. В 1996 году окончил Оксфордский университет, где изучал философию, политологию и экономику, специализируясь на Латинской Америке и Восточной Европе, а годом позже получил степень магистра в Кембриджском университете.
В 1998 году стал научным сотрудником в Центре социальных исследований в Сантьяго, Чили, написал две книги и ряд статей о Кубе.
Работал представителем по связям с общественностью в структурах ООН в Пакистане, Афганистане, Центральноафриканской Республике, в Судане, Чаде, Камеруне, работал как журналист в Восточном Тиморе и в Мьянме.
Согласно Книге рекордов Гиннесса, Джулиано посетил каждую суверенную страну в мире (всего 193) до 20 февраля 2004 года. По его словам, сложнее всего было попасть в Северную Корею — пришлось много раз обращаться к северокорейским властям и очень долго ждать визу. Последней страной, которую посетил Джулиано, стал Суринам. Штампы пограничников о пересечении границ уместились в 42 паспортах (30 итальянских и 12 британских), которые он предоставил как доказательства службе Книги рекордов Гиннесса в Лондоне. По словам Маурицио, всего он посетил 238 стран и территорий, разной степени признанности мировым сообществом.